# Masdevallia indecora
Masdevallia indecora är en orkidéart som beskrevs av Carlyle August Luer och Rodrigo Escobar. Masdevallia indecora ingår i släktet Masdevallia och familjen orkidéer. Inga underarter finns listade i Catalogue of Life.